# Caccia a Ottobre Rosso
Caccia a Ottobre Rosso (The Hunt for Red October) è un film statunitense del 1990 diretto da John McTiernan, tratto dal romanzo La grande fuga dell'Ottobre Rosso di Tom Clancy, vagamente ispirato all'ammutinamento dello Storozhevoy del novembre 1975. Prodotto appena dopo la caduta del muro di Berlino, è la prima pellicola a portare sul grande schermo il personaggio di Jack Ryan.

## Trama
Nel novembre del 1984, il comandante sovietico Marko Ramius, chiamato "Vilnius Nastavnik" (traduzione errata de "Il maestro di Vilnius") in riferimento alla sua origine lituana e alle sue funzioni di addestratore dei comandanti dei sottomarini sovietici, è al comando di un nuovo tipo di unità navale sovietica, il sottomarino nucleare Ottobre Rosso, una versione modificata e leggermente ingrandita della classe Typhoon. Esso è dotato di un dispositivo di propulsione magnetoidrodinamica di nuova concezione, chiamato anche Caterpillar, che consente all'unità di muoversi silenziosamente, senza l'ausilio di eliche o altre parti in movimento.
L'Ottobre Rosso viene fatto salpare con lo scopo di verificare l'efficienza del nuovo metodo di propulsione, con l'assistenza del sottomarino classe Alpha Konovalov, comandato da un allievo di Ramius, il capitano Tupolev. Tutto l'equipaggio dell'Ottobre Rosso è convinto di dover portare a termine tale obiettivo ma in realtà il comandante Ramius, insieme con un gruppo di ufficiali, è segretamente in rotta verso le coste degli Stati Uniti d'America, con lo scopo di disertare e consegnare il sottomarino nelle mani del nemico.
Ramius uccide l'ufficiale politico, tenente Putin, nella sua cabina rompendogli il collo contro il bordo del tavolo e buttando del tè sul pavimento per simulare un incidente, e brucia i documenti sui quali erano scritti gli obiettivi della missione. Quando arriva il momento di comunicare all'equipaggio lo scopo della missione, questi attivano il Caterpillar (la macchina utilizzata per l'utilizzo della "propulsione silenziosa") e cantano l'inno nazionale. Il sommergibile USS Dallas, della classe Los Angeles, pedina il sommergibile sovietico, ma ne perde le tracce quando questo attiva il Caterpillar. Successivamente, durante il pranzo, Ramius dà altre direttive ai suoi ufficiali complici. Le motivazioni che lo spingono a tale gesto sono sia di natura politica, sia relative a una crisi personale in seguito alla morte della moglie.
I movimenti dell'unità sovietica vengono tenuti strettamente d'occhio dal governo statunitense, che nutre l'ovvio timore che il sottomarino si stia avvicinando alle coste americane allo scopo di sferrare un attacco nucleare contro la nazione. La commissione di sicurezza che si riunisce per valutare la situazione inizialmente ritiene che la decisione provenga direttamente da Mosca; successive intercettazioni confermano però che, prima di salpare, il capitano Ramius aveva inviato una lettera all'ammiraglio Juri Padorin, capo di stato maggiore della Marina sovietica, comunicando la propria intenzione di disertare. In seguito a questo fatto, l'intera Flotta del Nord è salpata da Murmansk con l'ordine di scovare l'Ottobre Rosso e di affondarlo. L'Unione Sovietica vuole a tutti i costi evitare che i propri segreti tecnologici cadano in mani nemiche, ma questa motivazione non viene compresa dalla commissione di sicurezza americana, che invece ritiene che il capitano sia in preda alla follia e Mosca stia semplicemente tentando di evitare che egli possa lanciare i propri missili balistici contro la nazione.
Un primo tentativo di distruggere l'Ottobre Rosso da parte dei russi avviene quando questo sta seguendo una rotta attraverso dei canyon sottomarini, conosciuta come "Rotta Rossa Uno", che termina in prossimità di una formazione rocciosa chiamata "I Gemelli di Thor", verso le coste dell'Islanda. Un bombardiere pesante sovietico Tupolev Tu-95 sgancia in mare un siluro che grazie all'audacia di Ramius va, seguendo le eliche del sottomarino, a sbattere contro una delle pareti del canyon. Il capitano fa poi passare l'incidente come un'esercitazione. Il siluro era stato in grado di seguire le eliche funzionanti del sottomarino a causa di una precedente avaria al Caterpillar, che aveva obbligato il sommergibile a muoversi con i motori convenzionali. Il Dallas, nel frattempo, era riuscito a rintracciare con vari contatti sonar l'Ottobre Rosso grazie all'ufficiale sonar Ronald Jones: quando il Caterpillar fu attivato per la prima volta, il sonar aveva segnalato un suono corrispondente ad "attività sismica", che poi però fu registrato e accelerato per dieci volte, e il rumore risultò uguale a quello prodotto da macchine. Con questo metodo il Dallas resta in coda all'Ottobre Rosso, e quando questo utilizza le sue eliche, riesce a restargli alle spalle per non entrare nella portata acustica del sonar sovietico, nonostante le manovre del sommergibile di Ramius.
All'interno della commissione americana, composta prevalentemente da alti ufficiali della marina, solamente un analista della CIA, Jack Ryan, ritiene che Ramius e il suo equipaggio vogliano in realtà disertare. Il governo degli Stati Uniti decide di inviare Ryan nel teatro delle operazioni, a bordo della portaerei Enterprise, dicendogli chiaramente che ha a disposizione meno di tre giorni per provare la realtà delle proprie ipotesi, prima che anche la flotta americana si impegni per la distruzione del sottomarino. In accordo con il capitano Davenport e con l'ammiraglio Painter (rispettivamente ufficiale comandante della Enterprise e comandante del gruppo di battaglia al seguito della summenzionata portaerei), Ryan sale a bordo del sottomarino americano classe Los Angeles USS Dallas e da qui, grazie all'esperienza di Jones e del comandante del sottomarino Bart Mancuso, riesce a stabilire un contatto con l'Ottobre Rosso e a guadagnarsi la fiducia di Ramius. Nel frattempo, il Caterpillar riprende a funzionare, con gli ufficiali a conoscenza del fatto che l'avaria fosse dovuta ad un sabotaggio.
A questo punto viene simulata un'avaria al reattore nucleare all'interno dell'Ottobre Rosso in modo da convincere l'intero equipaggio, meno gli ufficiali più fidati, ad abbandonare il vascello per rifugiarsi sulle zattere di salvataggio. Il capitano dichiara ai propri marinai l'intenzione di immergersi nuovamente e affondare il sottomarino per non farlo cadere in mani nemiche, ma in realtà consente a Ryan e ad altri ufficiali del Dallas di salire segretamente a bordo, chiedendo poi asilo politico per sé e per i propri ufficiali in cambio della consegna del sottomarino.
Dopo una serie di attacchi sovietici, sventati grazie all'abilità tattica congiunta di Marko Ramius e di Bart Mancuso, e dell'intervento di Ryan che riesce a neutralizzare un cuoco dissidente (che è in realtà un "agente politico" del KGB sotto copertura incaricato del controllo del sottomarino) intenzionato a far esplodere il sottomarino, la vicenda si concluderà negli Stati Uniti, alla foce di un fiume al riparo dallo sguardo dei satelliti spia sovietici. L'equipaggio del sottomarino russo viene salvato dalle navi di soccorso americane convinto dell'affondamento, in modo che i sovietici non possano sospettare che il loro segreto militare sia stato trafugato.

## Riconoscimenti
- 1991 - Premio Oscar
  - Miglior montaggio sonoro a Cecelia Hall e George Watters II
  - Candidatura Miglior montaggio a Dennis Virkler e John Wright
  - Candidatura Miglior sonoro a Richard Bryce Goodman, Richard Overton, Kevin F. Cleary e Don J. Bassman
- 1991 - Premio BAFTA
  - Candidatura Miglior attore protagonista a Sean Connery
  - Candidatura Migliore scenografia a Terence Marsh
  - Candidatura Miglior sonoro a Cecilia Häll, George Watters II, Richard Bryce Goodman e Don J. Bassman
- 1990 - BMI Film & TV Award
  - Miglior colonna sonora a Basil Poledouris
- 1991 - Golden Reel Award
  - Miglior montaggio sonoro (ADR)

## Colonna sonora
Tutta la colonna sonora è stata composta da Basil Poledouris ed è ripartita in dieci diversi brani:
1. Hymn to red october (Main title)
2. Nuclear scam
3. Course two-five-zero
4. Putin's demise
5. Ancestral aid
6. Chopper
7. Two wives
8. Red route I
9. Plane crash
10. Kaboom

## Distribuzione
Il film in Italia è uscito al cinema venerdì 14 settembre 1990 distribuito dalla UIP (United International Pictures).

## Opere derivate
Due videogiochi, entrambi usciti nel 1990 ma tra loro non collegati, sono basati sul film: The Hunt for Red October per home computer e The Hunt for Red October per console.

## Evento a cui è ispirato il film
Il film, così come il romanzo, è ispirato all'ammutinamento dello Storozhevoy del novembre 1975, una fregata anti-sottomarino della Marina militare dell'URSS. Questa vicenda è comunque molto diversa da quella riportata nella finzione: il tenente comandante e commissario politico, Valerij Sablin, si rivolta contro il governo sovietico, allora guidato da Leonid Il'ič Brežnev, accusandolo di aver abbandonato il leninismo e gli ideali comunisti. Sablin non vuole, come nella finzione, consegnare la nave agli Stati Uniti d'America, ma vuole recarsi a Leningrado e ormeggiare accanto alla nave museo Aurora, il vecchio incrociatore simbolo della Rivoluzione russa, e trasmettere da lì un appello nazionale al popolo per denunciare che il socialismo e la madrepatria erano in pericolo; che le autorità al potere erano corrotte, menzognere, e che stavano portando il paese nell'abisso. Lo Storozhevoy fu abbordato dai fanti della Marina sovietica, gli ammutinati furono disonorati e allontanati dalle forze armate, mentre Valerij Sablin verrà giustiziato il 3 agosto 1976.